# Fast perfekte Weihnachten

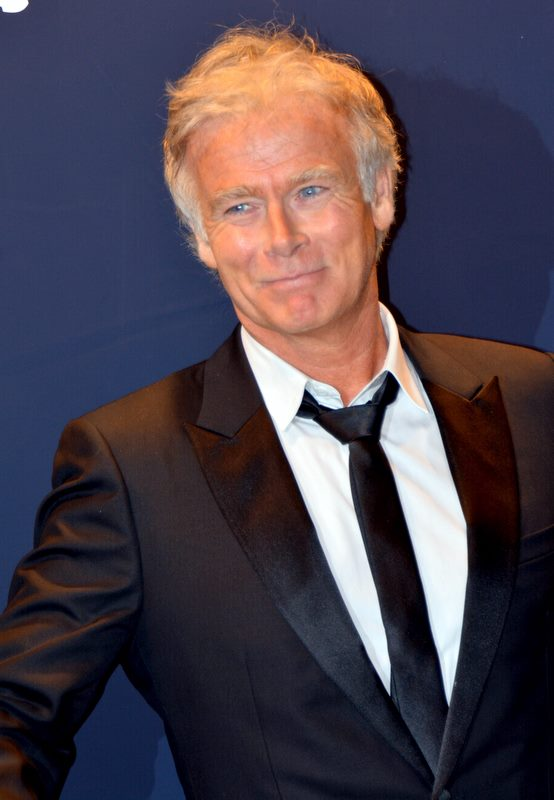
Franck Dubosc spielt Vincent (Foto von 2017)

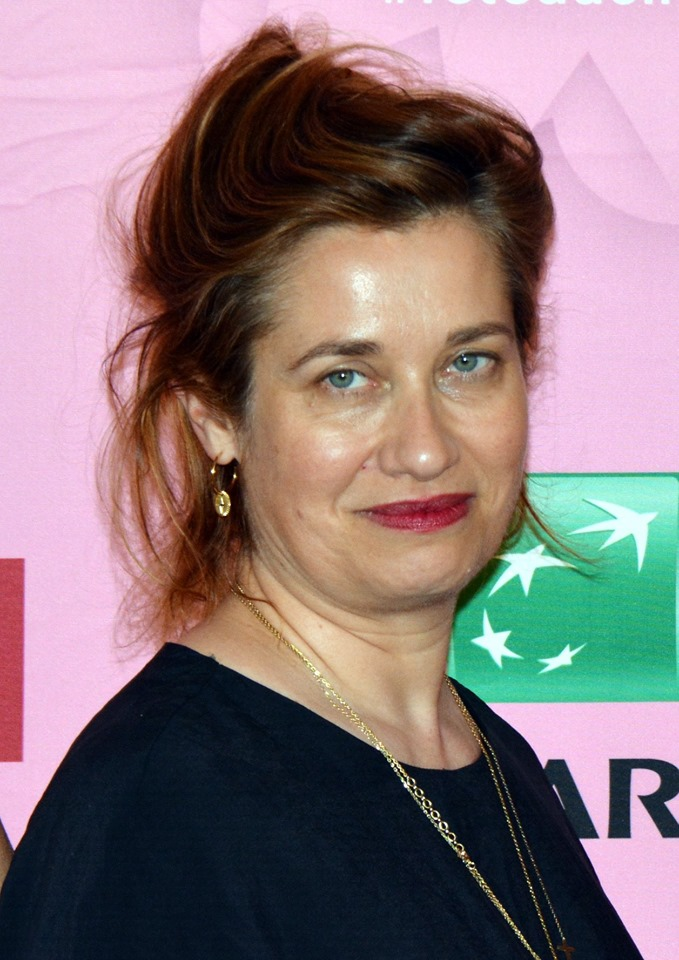
Emmanuelle Devos spielt Ehefrau Béatrice (Foto von 2019)

Fast perfekte Weihnachten (Originaltitel:  Noël joyeux) ist ein französischer Weihnachtsfilm aus dem Jahr 2023.

## Handlung
Vincent Barand liebt es, das Weihnachtsfest mit seiner Frau Béatrice und den Kindern besinnlich zu feiern. Doch dieses Jahr sagen seine Kinder wegen Arbeit beziehungsweise einer spontanen Urlaubsreise kurzfristig ab. Frustriert entsorgt Vincent den Weihnachtsbaum auf der Straße. Einen Abend nur allein mit seiner Frau ist aber auch nicht das, was sich Vincent unter Weihnachten vorstellt. Bei der Weihnachtsmesse wird er dann auf die Idee gebracht, jemanden aufzunehmen, der Weihnachten sonst allein verbringen müsste. Nachdem er Béatrice überzeugen kann, wird er in einem Altersheim schließlich fündig und nimmt Monique mit zu sich.
Im Haus der Barands verlangt Monique nach Whisky und kritisiert, dass es keinen Baum gebe. Während Vincent einen mickrigen Kunstweihnachtsbaum organisiert, erzählt Monique Béatrice fortwährend von ihren verstorbenen Wegbegleitern. Sichtlich genervt von der alten Dame, verlangt Beatrice von Vincent, Monique wieder im Heim abzuliefern. Doch wenig später kommen sie wieder zurück, diesmal in Begleitung von Moniques Freundin Jeanne. Diese nimmt kein Blatt vor den Mund und motzt an allem herum, am Gästezimmer, am Essen oder an den Geschenken. Auch die Beziehungsprobleme des Gastgeberpaars kommentiert sie. Während Monique zu tief ins Glas schaut, erstickt Jeanne fast an einer Gräte. Dann erinnert sich die frühere Gefängniswärterin an ihre ausgezeichneten Kugelstoßkünste und versucht mit den Weihnachtskugeln einen neuen Rekord aufzustellen. Die Frauen legen sich im Garten mit dem Nachbarn an und es kommt zu einem Feuer im Haus. Nachdem wieder einigermaßen Ruhe eingekehrt ist, unterhält sich Vincent mit Jeanne und erfährt mehr über ihr Leben und die Freundschaft zu Monique. Nach all dem Chaos wird es dann doch noch ein wenig besinnlich, alle Beteiligten essen Kuchen und machen ein gemeinsames Weihnachtsfoto.
Als die Barands die Frauen am nächsten Tag ins Heim zurückbringen, kommt Vincent die Idee, Jeannes verletzungsbedingt verpassten olympischen Kugelstoßerfolg im Garten des Heims nachzuholen. Jeanne stößt – unterstützt von den Anfeuerungen der Barands und der Heimbewohner – erfolgreich ihre Kugel. Es beginnt zu schneien, Vincent fasst sich ein Herz und ruft bei seinem dritten Kind an, von dem er sich mit der Zeit entfremdet hat.

## Synchronisation
Die deutsche Synchronisation übernahm die Splendid Synchron GmbH in Berlin. Das Dialogbuch schrieb Markus Jütte, die Dialogregie übernahm Solveig Duda.
| Rolle                       | Darsteller           | Synchronsprecher     |
| --------------------------- | -------------------- | -------------------- |
| Agathe                      | Amel Charif          | Gabrielle Pietermann |
| Béatrice Barand             | Emmanuelle Devos     | Anja Kling           |
| Cyril                       | Amir El Kacem        | Amadeus Strobl       |
| Direktorin von Les Tilleuls | Fabienne Galula      | Solveig Duda         |
| Gisèle                      | Dominique Frot       | Margot Rothweiler    |
| Jeanne                      | Danielle Fichaud     | Almut Zydra          |
| Mangin                      | Jean-François Cayrey | Frank Röth           |
| Monique                     | Danièle Lebrun       | Kornelia Boje        |
| Vincent Barand              | Franck Dubosc        | Bernd Vollbrecht     |
| alter Mann in Altersheim    | N. N.                | Thomas Kästner       |
| Empfangsdame                | N. N.                | Sonja Spuhl          |
| Empfangsmann                | N. N.                | Marius Clarén        |
| Priester                    | Guillaume Bouchède   | Thomas Wenke         |
| Schülerin                   | N. N.                | Nina Schatton        |

## Rezeption

### Kritiken
Die Redaktion der TV Spielfilm gibt dem Film einen Daumen nach oben und bezeichnet den Film als einen „Akt der Nächstenliebe mit schrägem Witz“. Allerdings trieben es die beiden Gäste mitunter zu weit, was die überladene Handlung nicht unbedingt guttue. Trotz der unterhaltsamen Komödie komme am Ende nicht wirklich festliche Stimmung auf.
Die Redaktion des Lexikons des internationalen Films gibt Fast perfekte Weihnachten insgesamt 3 von 5 möglichen Sternen und schreibt, der Film sei eine „unterhaltsame, durchaus vielschichtige Weihnachtskomödie mit einem vorzüglichen Darsteller-Quartett, die gleichermaßen für Lacher wie für Besinnung sorgt“. In der ausführlichen Filmkritik heißt es, Clément Michels Komödie arte zwischendurch zwar komplett zur Klamotte aus, die Eskalationen seien aber narrativ von langer Hand vorbereitet. So dienten die beiden Gäste, die die ersichtlichen Brüche in der Ehe offen kommentieren, als Katalysator für einen ohnehin in der Luft liegenden Ausbruch. Sie legten die Bigotterie des Paars offen und hätten so eine heilsame Wirkung. Letztlich entpuppe sich Jeanne gegen Ende als hellsichtige Kommentatorin der Missstände. Die Komödie übe auch Kritik an der bürgerlichen Ordnung und Fassade, so schiebe Vincent für Rechtfertigungen ständig die Familie vor und würde sich immer wieder über seinen Nachbarn aufregen, ihn jedoch nicht konfrontieren. Die Souveränität der vier Schauspieler würde manche Übertreibung des Drehbuchs ausbügeln und so alles in der Balance halten.
Kritiker Oliver Armknecht gibt dem Film in seiner Besprechung auf film-rezensionen.de insgesamt 6 von 10 Punkten. Regisseur Michel habe für das Chaos-Kammerspiel ein sehr gutes Ensemble ausgesucht. Auch funktioniere die Kombination aus zelebrierter Spießigkeit und Elefant-im-Porzellanladen-Mentalität. Schwierig hingegen findet Armknecht, wie „auf den letzten Metern die obligatorische Besinnlichkeit in die Geschichte gepresst“ werde, was zu einem erzwungenen und recht abrupten Wechsel in der Tonalität führe. Dennoch sei Fast perfekte Weihnachten ein netter Film und im Jahr 2023 einer der besten Weihnachtsbeiträge.